# Coelogyne muluensis
Coelogyne muluensis är en orkidéart som beskrevs av Jeffrey James Wood.
Coelogyne muluensis ingår i släktet Coelogyne och familjen orkidéer. Inga underarter finns listade i Catalogue of Life.